# AutoNation

Historisches Logo der Gruppe

AutoNation, Inc. ist eine in Fort Lauderdale, Florida ansässige Autohandelsgruppe. Sie wurde vom Unternehmer H. Wayne Huizinga im Jahr 1996 ursprünglich als Republic Industries, Inc. gegründet. Im Jahr 1999 erfolgte mit der Fokussierung auf das reine Autogeschäft die Umbenennung in AutoNation. Zuvor war Republic Industries hauptsächlich in der Abfallwirtschaft aktiv, trennte sich von diesem Bereich, der heute als Republic Services firmiert, allerdings 1998 durch einen Börsengang.
AutoNation ist der größte Autohändler für neue und gebrauchte Fahrzeuge in den Vereinigten Staaten. AutoNation, Inc. betreibt an 278 Standorten in 18 US-amerikanischen Bundesstaaten 355 Neuwagenvertragshändler für 37 Automarken in der Form des Franchising. 
Mit mehr als 19 Mrd. US-Dollar Jahresumsatz und jährlich über 627.000 verkauften Neu- und Gebrauchtwagen überflügelt AutoNation jeden anderen Anbieter in diesem Markt. 
In der Liste der Fortune 500 des Jahres 2005 belegt AutoNation Platz 112. AutoNation ist auch im Index S&P 500 gelistet.